# 所沢新町
所沢新町（ところざわしんまち）は、埼玉県所沢市の町名。単独町名で丁目の設定は無い。郵便番号は、359-0006。

## 地理
所沢市内北部の富岡地区
に所属し、西武新宿線新所沢駅の北方に位置する。北で神米金、南東で中新井、南で花園、西で北岩岡と隣接する。概ね住宅地となっているが、畑や雑木林なども多い。

## 歴史
かつては富岡村の村域であった。
- 1982年（昭和57年）11月1日 - 大字神米金、大字北岩岡、大字所沢の各一部から所沢新町が成立する[5]。

## 世帯数と人口
2017年（平成29年）9月30日現在の世帯数と人口は以下の通りである。
| 町丁     | 世帯数  | 人口    |
| -------- | ------- | ------- |
| 所沢新町 | 592世帯 | 1,495人 |

## 小・中学校の学区
市立小・中学校に通う場合、学区は以下の通りとなる。
| 番地                          | 小学校             | 中学校             | 備考                                                   |
| ----------------------------- | ------------------ | ------------------ | ------------------------------------------------------ |
| 2436〜2576番地 2701〜2719番地 | 所沢市立富岡小学校 | 所沢市立富岡中学校 | 2436から2466、2550から2577番地は伸栄小学校へ区域外許可 |
| 481〜487番地 502〜506番地     | 所沢市立西富小学校 | 所沢市立富岡中学校 |                                                        |

## 交通

### 鉄道
地内に鉄道は敷設されていない。最寄駅は、西武新宿線新所沢駅（東口より約1.5 km）。

### バス
- 西武バス「新所02」「新所02-1」「新所04」（新所沢駅東口行き/西武フラワーヒル行き、本川越駅行き）
  - 所沢新田バス停下車。

### 道路
- 埼玉県道6号川越所沢線
- 市道かめがね新道（2004年4月5日開通[7]）

## 施設

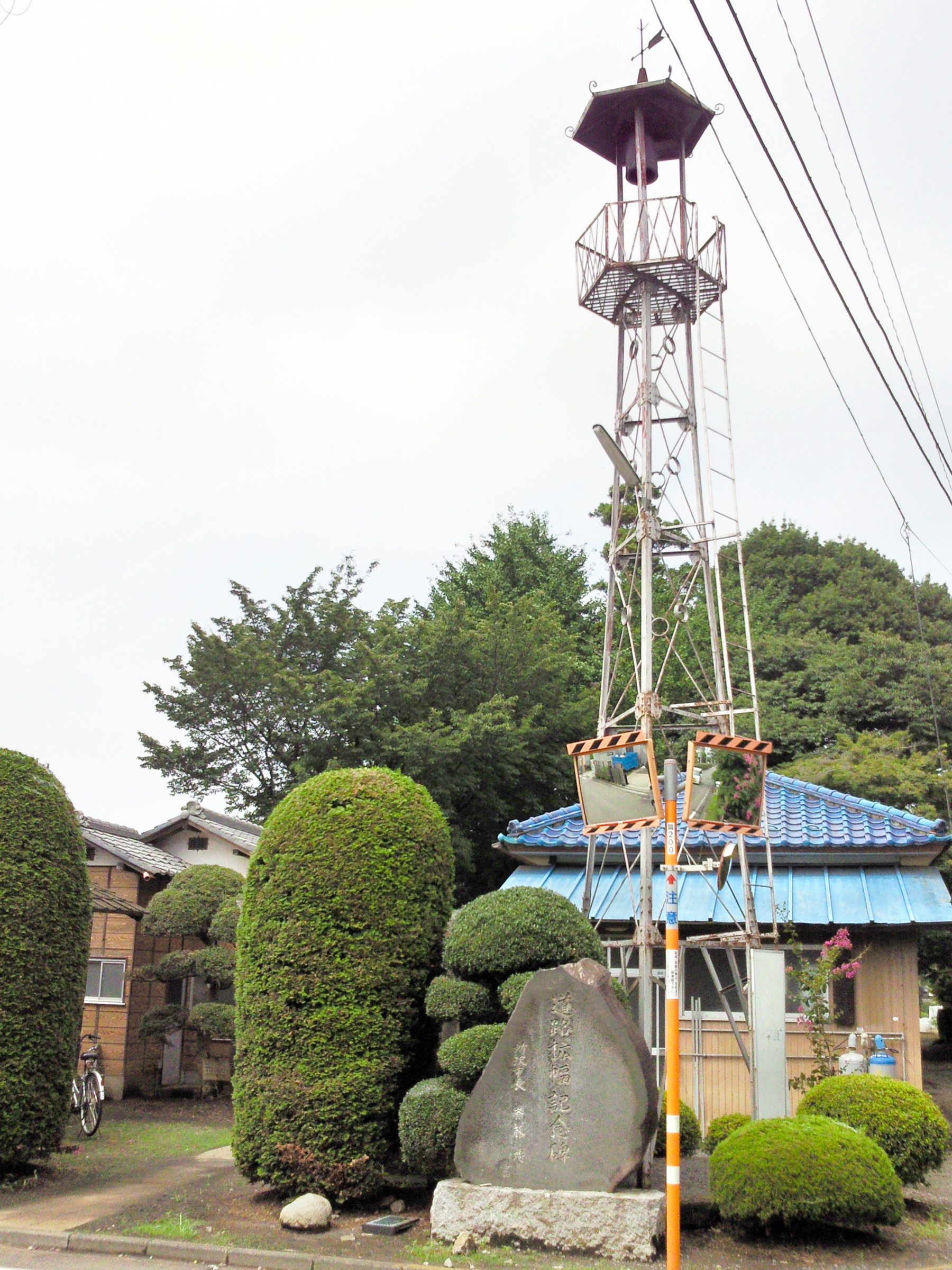
火の見櫓と半鐘

- 所沢新田稲荷神社 - 地内のほぼ中心に位置するこの稲荷神社は、1912年（明治45年）3月22日、近隣の神明社に正式に合祀された（当時の記録では「大字所沢字稲荷窪」）。入口に台輪鳥居が、また敷地内角には今日でも半鐘付きの火の見櫓が立っている。
  - 所沢新田公民館
- 子育て地蔵尊 - 地内の丁字路角の舎内に安置されている（写真）。かつて明和7年（1770年）に周辺村域に疫病が流行し、多くの子供たちが亡くなったため作られた。像自体はそれほど大きくないが、今日でも舎内に花や千羽鶴などの供え物が絶えない。
- 富岡地区自治連合会館